# Wielersport op de Middellandse Zeespelen 1971
Wielersport is een van de sporten die beoefend werden tijdens de Middellandse Zeespelen 1971 in İzmir, Turkije. Er waren twee onderdelen op de weg; een wegwedstrijd (140 km) en een ploegentijdrit (100 km). Daarnaast waren er twee onderdelen op de baan; ploegenachtervolging en een sprint. Belangrijke vermelding is dat de wedstrijden alleen georganiseerd werden voor mannen. Ondanks het feit dat vrouwen sinds 1967 mogen deelnemen aan deze Spelen.

## Uitslagen

### Weg
| Event   | Goud                | Zilver          | Brons           |
| ------- | ------------------- | --------------- | --------------- |
| Wegrit  | Francisco Elorriaga | Francesco Moser | José Luis Viejo |
| Tijdrit | Spanje              | Italië          | Joegoslavië     |

### Baan
| Event                | Goud       | Zilver         | Brons            |
| -------------------- | ---------- | -------------- | ---------------- |
| Sprint               | Ezio Cardi | Massimo Marino | Ahmet El Gariani |
| Ploegenachtervolging | Italië     | Spanje         | Turkije          |

## Medaillespiegel
| Plaats | Land        | Goud | Zilver | Brons | Totaal |
| 1      | Italië      | 2    | 3      | 0     | 5      |
| 2      | Spanje      | 2    | 1      | 1     | 4      |
| 3      | Joegoslavië | 0    | 0      | 1     | 1      |
| 4      | Libië       | 0    | 0      | 1     | 1      |
| 5      | Turkije     | 0    | 0      | 0     | 1      |
| Totaal | Totaal      | 4    | 4      | 4     | 12     |

1955 · 1959 · 1963 · 1967 · 1971 · 1975 · 1979 · 1983 · 1987 · 1991 · 1993 · 1997 · 2001 · 2005 · 2009 · 2013 · 2018 · 2022
Atletiek · Basketbal · Boksen · Gewichtheffen · Gymnastiek · Judo · Schermen · Schietsport · Tennis · Voetbal · Volleybal · Waterpolo · Wielersport · Worstelen · Zeilen · Zwemmen